# 福里永国家公园
福里永国家公园（法語：Parc national de Forillon），又称佛里昂国家公园，是加拿大魁北克省东部的一个国家公园，位于加斯佩半岛的尽头，占地面积达244平方公里。福里永国家公园建立于1970年，是省内第一座国家公园。